# Johannes Bähr (Historiker)
Johannes Bähr (* 5. November 1956 in Tübingen) ist ein deutscher Wirtschafts- und Sozialhistoriker.

## Leben
Von 1976 bis 1982 studierte Johannes Bähr an den Universitäten Freiburg im Breisgau und München Geschichte und Politikwissenschaft und schloss mit dem Staats- und dem Magisterexamen ab. Er wurde 1986 mit einer Dissertation in Neuerer und Neuster Geschichte bei Heinrich August Winkler an der Universität Freiburg zum Dr. phil. promoviert.  Von 1988 bis 1994 war er als Wissenschaftlicher Assistent im Arbeitsbereich Wirtschafts- und Sozialgeschichte der Freien Universität Berlin bei Wolfram Fischer tätig. Nach einem Stipendium der Deutschen Forschungsgemeinschaft habilitierte er sich 1997 am Fachbereich Wirtschaftswissenschaft der FU Berlin. Er war am Hannah-Arendt-Institut für Totalitarismusforschung in Dresden und an der Universität Mannheim tätig. Im Sommersemester 1999 vertrat er den Lehrstuhl für Sozial- und Wirtschaftsgeschichte an der Ruhr-Universität Bochum. Von 2002 bis 2004 arbeitete er am Max-Planck-Institut für europäische Rechtsgeschichte in Frankfurt am Main. Seit 2005 ist er selbständiger Bearbeiter von Forschungs- und Publikationsprojekten, so auch am Institut für Zeitgeschichte Berlin. 2009 erfolgte die Umhabilitation an die Johann Wolfgang Goethe-Universität Frankfurt am Main. Im Juli 2012 wurde er dort zum apl. Professor für Wirtschafts- und Sozialgeschichte ernannt.
Forschungsschwerpunkte sind Unternehmensgeschichte, Wirtschaftsgeschichte der Weimarer Republik und der NS-Zeit, Bankgeschichte und Wirtschaftsbiografien. Er ist Mitglied der Historischen Kommission zu Berlin, des Wirtschaftshistorischen Ausschusses des Vereins für Socialpolitik und des wissenschaftlichen Beirats der Gesellschaft für Unternehmensgeschichte.

## Werke (Auswahl)
- Staatliche Schlichtung in der Weimarer Republik. Tarifpolitik, Korporatismus und industrieller Konflikt zwischen Inflation und Deflation, 1919–1932. Colloquium-Verlag, Berlin 1989, ISBN 3-7678-0753-X (Zugl.: Freiburg, Univ., Diss., 1986).
- Industrie im geteilten Berlin (1945–1990). Die elektrotechnische Industrie und der Maschinenbau im Ost-West-Vergleich: Branchenentwicklung, Technologien und Handlungsstrukturen. K.G. Saur, München 2001, ISBN 3-598-23227-6 (Zugl.: Berlin, Freie Univ., Habil.-Schr., 1997).
- Die Dresdner Bank in der Wirtschaft des Dritten Reiches. Oldenbourg, München 2006, ISBN 978-3-486-57759-4.
- mit Ralf Banken (Hg.): Wirtschaftsteuerung durch Recht im Nationalsozialismus. Studien zur Entwicklung des Wirtschaftsrechts im Interventionsstaat des „Dritten Reichs“. Vittorio Klostermann, Frankfurt am Main 2006, ISBN 3-465-03447-3.
- mit Ralf Banken u. Thomas Flemming: Die MAN. Eine deutsche Industriegeschichte. C.H. Beck, München 2008, ISBN 978-3-406-57762-8.
- mit Axel Drecoll und Bernhard Gotto: Der Flick-Konzern im Dritten Reich. Herausgegeben durch das Institut für Zeitgeschichte München–Berlin, Walter de Gruyter, Berlin 2012, ISBN 978-3-486-58683-1.
- mit Paul Erker: Bosch. Geschichte eines Weltunternehmens. C. H. Beck, München 2013, ISBN 978-3-406-63983-8.
- mit Christopher Kopper: Munich Re. Die Geschichte der Münchener Rück 1880–1980. C.H. Beck, München 2015, ISBN 978-3-406-68361-9.
- Werner von Siemens 1816–1892. Eine Biografie. C.H. Beck, München 2016, ISBN 978-3-406-69820-0.
- mit Paul Erker: NetzWerke – Die Geschichte der Stadtwerke München. Piper 2017, ISBN 978-3-492-05850-6.

- mit Christopher Kopper: Industrie, Politik, Gesellschaft. Der BDI und seine Vorgänger 1919 - 1990. Wallstein, Göttingen 2019, ISBN 978-3-8353-3405-2.
- Carl Friedrich von Siemens 1872–1941: Unternehmer in Zeiten des Umbruchs. Siedler Verlag, München 2023, ISBN 978-3-8275-0178-3.

- mit Ingo Köhler: Verfolgt, „arisiert“, wiedergutgemacht? Wie aus dem Warenhauskonzern Hermann Tietz Hertie wurde. Siedler Verlag, München 2023, ISBN 978-3-8275-0180-6